# Faza G1
     Fazy interfazy
     Mejoza
     Mitoza

Cykl życiowy komórki

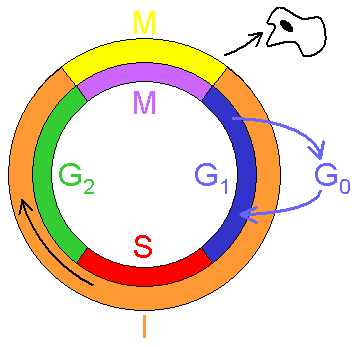
Fazy interfazy
Mejoza
Mitoza

Faza G1 (ang. gap 1 – przerwa, w znaczeniu przerwy pomiędzy fazą M i S) – poprzedza ją zakończony podział mitotyczny i jest fazą wzrostową komórki. Następuje synteza różnych rodzajów białek, m.in. strukturalnych czy enzymatycznych i zwiększenie organelli takich jak mitochondria, czy lizosomy. Komórka w tej fazie zwiększa swoją masę i objętość, osiągając stadium komórki macierzystej. Pod koniec fazy G1 dochodzi do syntezy specjalistycznych białek regulatorowych, odpowiedzialnych za przejście komórki w fazę S.